# Рууксу
Рууксу (ест. Ruuksu), також Рооксу (ест. Rooksu) — село в Естонії, входить до складу волості Риуге, повіту Вирумаа.